# Alieu Njie
Alieu Eybi Njie (Borlänge, 14 maggio 2005) è un calciatore svedese, attaccante del Torino.

## Biografia
Njie è nato a Borlänge, in Svezia, da genitori di origine gambiana.

## Caratteristiche tecniche
È un esterno offensivo, dotato di buone doti tecniche e atletiche, e abile nelle progressioni in velocità e nei dribbling uno contro uno. Di piede destro, tende spesso a partire sulla fascia sinistra del campo, per poi rientrare verso il centro.
Ha dichiarato di ispirarsi a Rafael Leão.

## Carriera

### Club
Cresciuto calcisticamente nel Forssa, nell'estate del 2021 Njie entra a far parte del settore giovanile del Torino; qui, fa la trafila delle varie formazioni del vivaio granata, fino alla squadra Primavera. Nel luglio del 2023, firma il suo primo contratto professionistico con il club.
In preparazione alla stagione 2024-2025, Njie viene aggregato in pianta stabile alla prima squadra del Torino, guidata da Paolo Vanoli; il 20 settembre 2024, debutta fra i professionisti, subentrando a Samuele Ricci al 92° minuto dell'incontro di Serie A vinto per 3-2 in casa del Verona. Il 25 ottobre seguente, segna il suo primo gol in carriera, decidendo per 1-0 la sfida di campionato contro il Como.

### Nazionale
Njie è eleggibile per rappresentare sia la Svezia, suo Paese natale, sia il Gambia, stato d'origine dei suoi genitori.
Dopo aver giocato con le nazionali Under-19 e Under-20 svedesi, nel novembre del 2024 è stato convocato per la prima volta dalla nazionale Under-21, guidata da Daniel Bäckström, in vista di due incontri amichevoli con i pari età dell'Irlanda; tuttavia, ha dovuto in seguito rinunciare alla chiamata per infortunio.

## Statistiche

### Presenze e reti nei club
Statistiche aggiornate al 24 maggio 2025.
| Stagione        | Squadra         | Campionato      | Campionato | Campionato | Coppe nazionali | Coppe nazionali | Coppe nazionali | Coppe continentali | Coppe continentali | Coppe continentali | Altre coppe | Altre coppe | Altre coppe | Totale | Totale |
| Stagione        | Squadra         | Comp            | Pres       | Reti       | Comp            | Pres            | Reti            | Comp               | Pres               | Reti               | Comp        | Pres        | Reti        | Pres   | Reti   |
| --------------- | --------------- | --------------- | ---------- | ---------- | --------------- | --------------- | --------------- | ------------------ | ------------------ | ------------------ | ----------- | ----------- | ----------- | ------ | ------ |
| 2024-2025       | Torino          | A               | 16         | 1          | CI              | 1               | 0               | -                  | -                  | -                  | -           | -           | -           | 17     | 1      |
| Totale carriera | Totale carriera | Totale carriera | 16         | 1          |                 | 1               | 0               |                    | -                  | -                  |             | -           | -           | 17     | 1      |